# Павловская (Тарногское сельское поселение)
Павловская — деревня в Тарногском районе Вологодской области.
Входит в состав Тарногского сельского поселения, с точки зрения административно-территориального деления — в Шевденицкий сельсовет.
Расстояние до районного центра Тарногского Городка по автодороге — 8 км. Ближайшие населённые пункты — Афоновская, Федотовская, Пятовская.
По данным переписи в 2002 году постоянного населения не было.